# Mauvaise herbe (manga)
Mauvaise herbe (ノラと雑草, Nora to Zassō, litt. « Le vagabond et les mauvaises herbes ») est un seinen manga écrit et illustré par Keigo Shinzō. Prépublié par Kodansha dans le Monthly Morning Two entre avril 2018 et août 2020, l'œuvre est publiée par le même éditeur en un total de quatre volumes reliés sortis entre novembre 2018 à octobre 2020.
En France, le manga est édité depuis 2020 par Le Lézard Noir.

## Résumé
Lors d'une descente de police dans une maison close faisant principalement travailler des jeunes-filles mineures, le Lieutenant Yamada fait la rencontre de Shiori, une lycéenne troublée qui lui rappelle physiquement sa fille décédée. La police ramène Shiori chez elle mais cette dernière fugue le soir-même afin de fuir les mauvais traitements infligés par mère abusive. Ne sachant où aller, elle offre son corps à des hommes en échange de nourriture et d'un endroit ou dormir. Yamada, se sentant coupable de ne pas avoir su protéger sa défunte fille, décide de partir à la recherche de Shiori et de lui venir en aide. Mais il devra se confronter à sa hiérarchie qui lui intime l'ordre de ne pas s'en mêler, et au comportement imprévisible et parfois déconcertant de Shiori elle-même.

## Personnages
- Shiori Umino : une lycéenne de 16 ans subissant les mauvais traitements d'une mère abusive. Elle n'a jamais connu son père. Afin de fuir les coups, elle s'enfuit de chez elle et trouve refuge chez des hommes rencontrés sur des forums internet, en échange de faveurs sexuelles. C'est une jeune-fille renfrognée et sur la défensive.

- Hajime Yamada : un lieutenant de police en poste au commissariat de Senjû au sein de la brigade des mœurs. Il a 45 ans. Il ne s'est jamais remis du décès de sa fille Kozue, morte noyée alors que la famille était en vacances à la mer. Il se sent coupable de ne pas avoir su la protéger. À la suite de la mort de Kozue, sa femme a demandé le divorce. Depuis, il est devenu apathique, et il reste hanté par le souvenir de sa fille. Lorsqu'il rencontre Shiori, il est frappé par sa ressemblance physique avec Kazue, et face au désespoir de la jeune-fille, il décide de tout mettre en œuvre pour l'empêcher de sombrer davantage.

- Roco : Un chat errant que Shiori a pris en affection et qu'elle vient nourrir dès qu'elle a un peu de nourriture. Shiori l'a appelé Roco car il a une voix rauque. Il a été visiblement maltraité car il lui manque une oreille, la moitié de la queue, ses yeux coulent et sa fourrure est toute pelée. Bien qu'il dégoûte les gens de passage, il est très affectueux.

- La mère de Shiori : une femme violente et brutale. Elle élève sa fille seule, mais elle abuse d'elle physiquement et moralement.

- Ryosuke : un jeune-homme que Shiori a rencontré sur internet. Il lui propose de l'héberger gratuitement lorsqu'elle fugue de chez elle. Il semble timide et mal à l'aise lors de sa première rencontre avec Shiori, mais il lui assure qu'il n'attend aucune faveur sexuelle de sa part. Cependant, il a d'autres motivations encore plus sombres…

- Mikami : le partenaire du lieutnant Yamada. Cela fait trois mois qu'il fait équipe avec lui.

## Liste des volumes
| no | Japonais         | Japonais          | Français        | Français       |
| no | Date de sortie   | ISBN              | Date de sortie  | ISBN           |
| -- | ---------------- | ----------------- | --------------- | -------------- |
| 1  | 22 novembre 2018 | 978-4-06-513608-9 | 16 janvier 2020 | 978-2353481644 |
| 2  | 21 juin 2019     | 978-4-06-516110-4 | 20 août 2020    | 978-2353481873 |
| 3  | 23 janvier 2020  | 978-4-06-518258-1 | 21 janvier 2021 | 978-2353481941 |
| 4  | 23 octobre 2020  | 978-4-06-521075-8 | 19 août 2021    | 978-2353482153 |

## Accueil critique
Mauvaise herbe a été nommé pour le Prix Asie de la critique ACBD 2020,,.
Le manga est également nommé à deux reprises en sélection officielle du Festival international de la bande dessinée d'Angoulême, le tome 2 lors du Festival d'Angoulême 2021, et le tome 4 lors du Festival d'Angoulême 2022.

### Œuvres
Édition japonaise
Mauvaise herbe
1. 1 2  (ja) « ノラと雑草（１） », sur Kōdansha (consulté le 10 novembre 2021)
2. 1 2  (ja) « ノラと雑草（２） », sur Kōdansha (consulté le 10 novembre 2021)
3. 1 2  (ja) « ノラと雑草（３） », sur Kōdansha (consulté le 10 novembre 2021)
4. 1 2  (ja) « ノラと雑草（4） », sur Kōdansha (consulté le 10 novembre 2021)

Édition française
Mauvaise herbe
1. 1 2  « Mauvaise herbe Tome 1 », sur Le Lézard noir (consulté le 10 novembre 2021)
2. 1 2  « Mauvaise herbe Tome 2 », sur Le Lézard noir (consulté le 10 novembre 2021)
3. 1 2  « Mauvaise herbe Tome 3 », sur Le Lézard noir (consulté le 10 novembre 2021)
4. 1 2  « Mauvaise herbe Tome 4 », sur Le Lézard noir (consulté le 10 novembre 2021)